# Gunning Transceiver Logic
Gunning Transceiver Logic o GTL es un tipo de lógica de señalización utilizado para transmitir en buses electrónicos tipo Backplane. Tiene una oscilación de voltaje de entre 0,4 y 1,2 Voltios, mucho menor que el utilizado en TTL y la lógica CMOS y paralelamente simétrica a las terminaciones de resistencias. La máxima frecuencia de la señal es a 100 MHz, aunque algunas aplicaciones utilizan frecuencias más altas. GTL está definido por el estándar JESD JEDEC 8-3 (1993) y fue inventado por William Gunning mientras trabajaba para Xerox en Palo Alto Research Center, California.
Todos los FSB Intel utilizan GTL. A partir de 2008, el GTL en estos FSB tiene una frecuencia de 1,6 GHz. El bus frontal del procesador Intel Pentium Pro, Pentium II y Pentium III utiliza microprocesadores GTL+ (o GTLP), desarrollado por Fairchild Semiconductor, una versión mejorada del GTL que definió Slew rate y niveles de tasas de mayor voltaje. AGTL + fueron desarrollados por Gunning Transceiver Logic o Advanced Gunning Transceiver Logic. Se trata de señales de GTL derivadas a ser utilizadas por los microprocesadores Intel.